# Раздельный пункт
Раздельный пункт — пункт, делящий железнодорожную линию на блок-участки или перегоны.

## Классификация
К раздельным пунктам на железной дороге относятся:
Делящие линию на перегоны:
- станции;
- обгонные пункты;
- разъезды;
- путевые посты;

Делящие перегон на блок-участки:
- проходные светофоры путевой автоматической блокировки;
- границы блок-участков при АЛСН, применяемой как самостоятельное средство сигнализации и связи.

## Назначение
Раздельные пункты, простейшими из которых являются разъезды и обгонные пункты, служат для скрещения, обгона поездов, обеспечивают безопасность их движения и увеличивают пропускную способность участков железных дорог. На станциях кроме того осуществляются операции по приёму, отправлению, формированию и расформированию (сортировочные и участковые станции) поездов, производится приём-выдача грузов, обслуживание пассажиров, ремонт и обслуживание подвижного состава.

## Границы
Каждый раздельный пункт имеет чётко установленные границы, отделяющие его от прилегающих перегонов. Границами раздельных пунктов являются:
- на однопутных участках — входные светофоры;
- на двухпутных участках по каждому в отдельности главному пути — с одной стороны — входной светофор, с другой сигнальный знак «Граница станции»;
- на двухпутных участках, оборудованных двухсторонней автоблокировкой, границами с обеих сторон по каждому в отдельности главному пути являются входные светофоры.